# Luchazes
Luchazes – miasto w Angoli, w prowincji Moxico.